# Chiesa di Sant'Alessandro (Incisa in Val d'Arno)
La chiesa di Sant'Alessandro si trova a Incisa in Val d'Arno, nel comune unito di Figline e Incisa Valdarno.

## Storia e descrizione
La chiesa, appartenente alla Diocesi fiesolana, situata nel centro dell'antico borgo, è dedicata al vescovo di Fiesole e martire, al quale nella stessa cittadina fu dedicata un'antica basilica. La parrocchiale di Incisa non è di antica origine, dato che ne faceva le veci la Pieve dei Santi Vito e Modesto nella collina sopra il borgo. Essa fu istituita col rango di pieve nel 1786 nell'oratorio della Compagnia del Corpus Domini, soppresso l'anno prima con decreto granducale che dal 1591 aveva sede presso una chiesetta intitolata a Santa Maria della Neve.
La facciata intonacata con finestra ad oculo è aperta in basso dal portale con timpano spezzato. L'interno semplice, ad aula unica, è frutto della ristrutturazione ottocentesca. All'altare maggiore è un bel trittico frammentario di Andrea di Giusto, databile al quinto decennio del secolo XV e raffigurante la Madonna in trono col Bambino tra San Michele Arcangelo e San Giovanni Evangelista. L'opera è assegnata alla fase tarda del pittore, al tempo degli affreschi della cappella dell'Assunta nel duomo di Prato del 1445, eseguiti in collaborazione con Paolo Uccello. Il trittico venne scoperto nel 1966 da un funzionario della soprintendenza di Firenze, durante una schedature di opere della zona, ed era in pessime condizioni. Fino a quel momento era stato pressoché sconosciuto e non precisamente attribuito: riconosciutone il pregio e fatto trasferire a Firenze per il restauro, l'opera fu attribuita ad Andrea di Giusto.
A lato del trittico è un affresco frammentario di Sebastiano Mainardi con l'Arcangelo Raffaele e Tobiolo proveniente da un tabernacolo situato nella zona del Castello.

## Opere

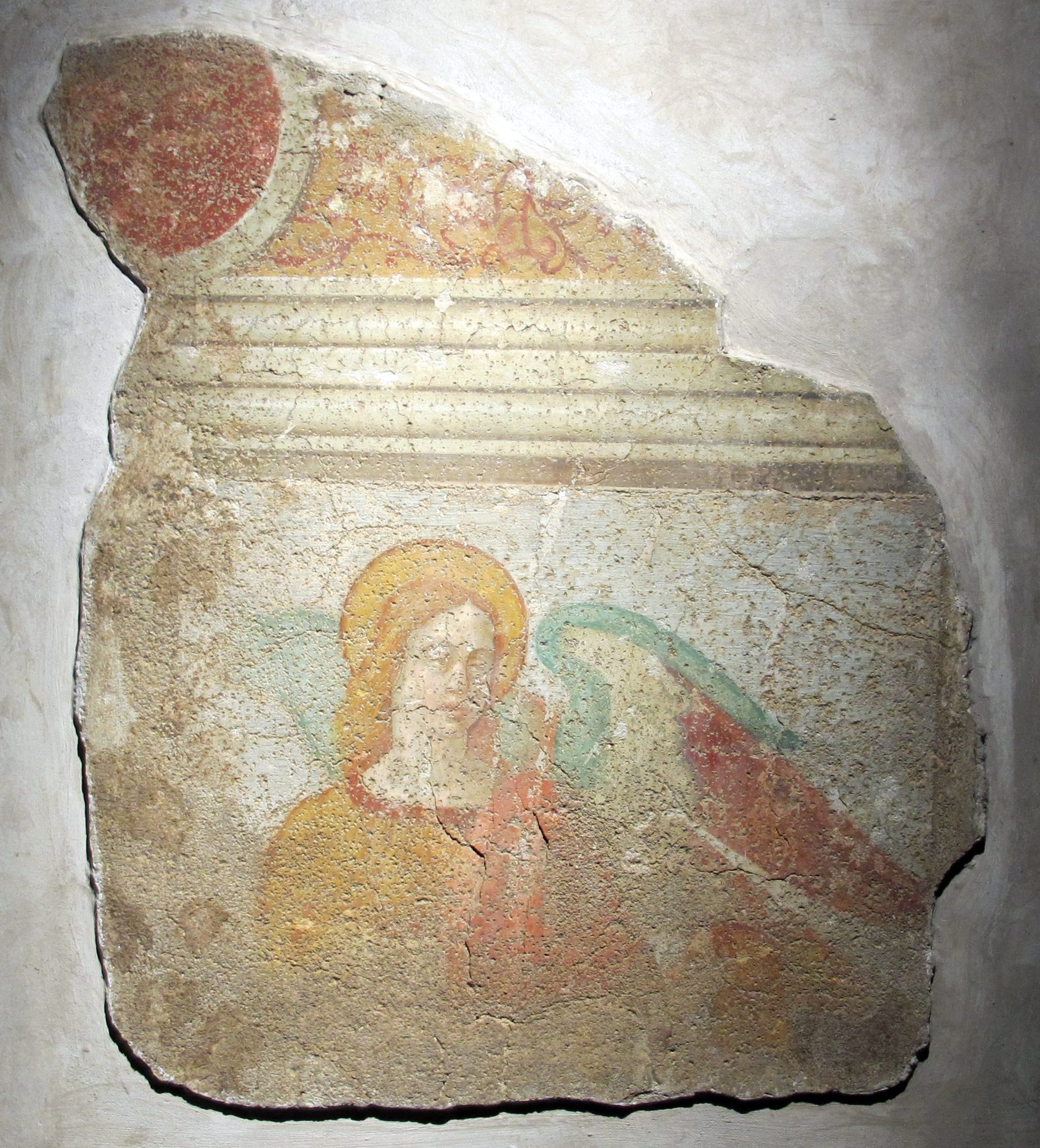
Sebastiano Mainardi, Arcangelo Raffaele e Tobiolo, 1500-1510 ca.
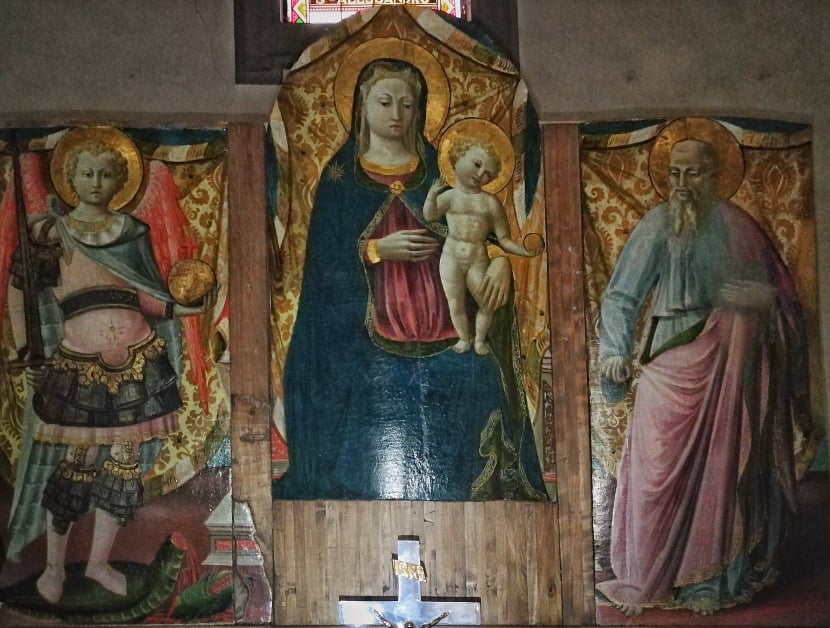
Andrea di Giusto, Madonna col Bambino, San Michele Arcangelo e San Giovanni Evangelista, 1440-1445.

## Galleria d'immagini

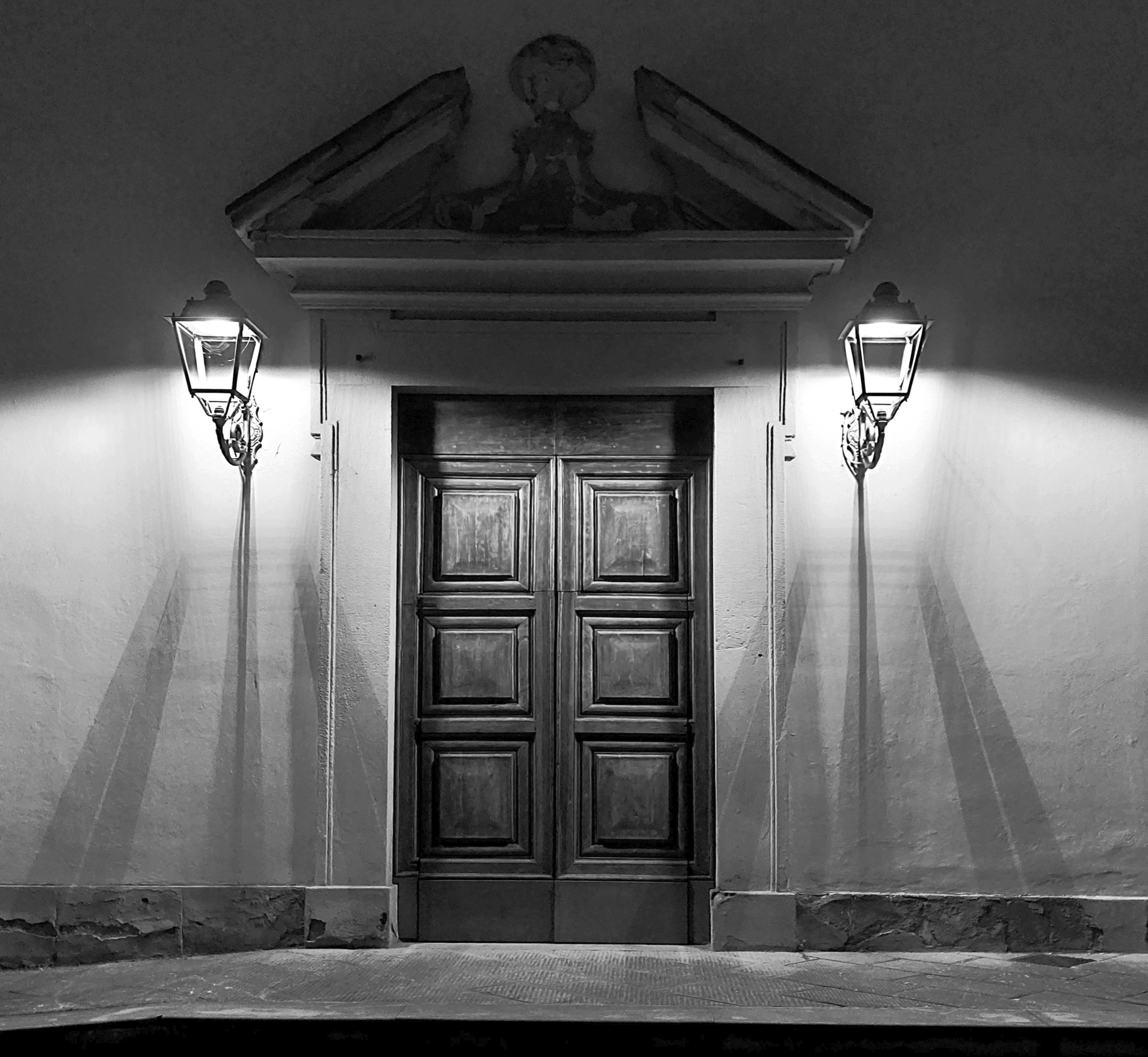
Chiesa di Sant'Alessandro di sera
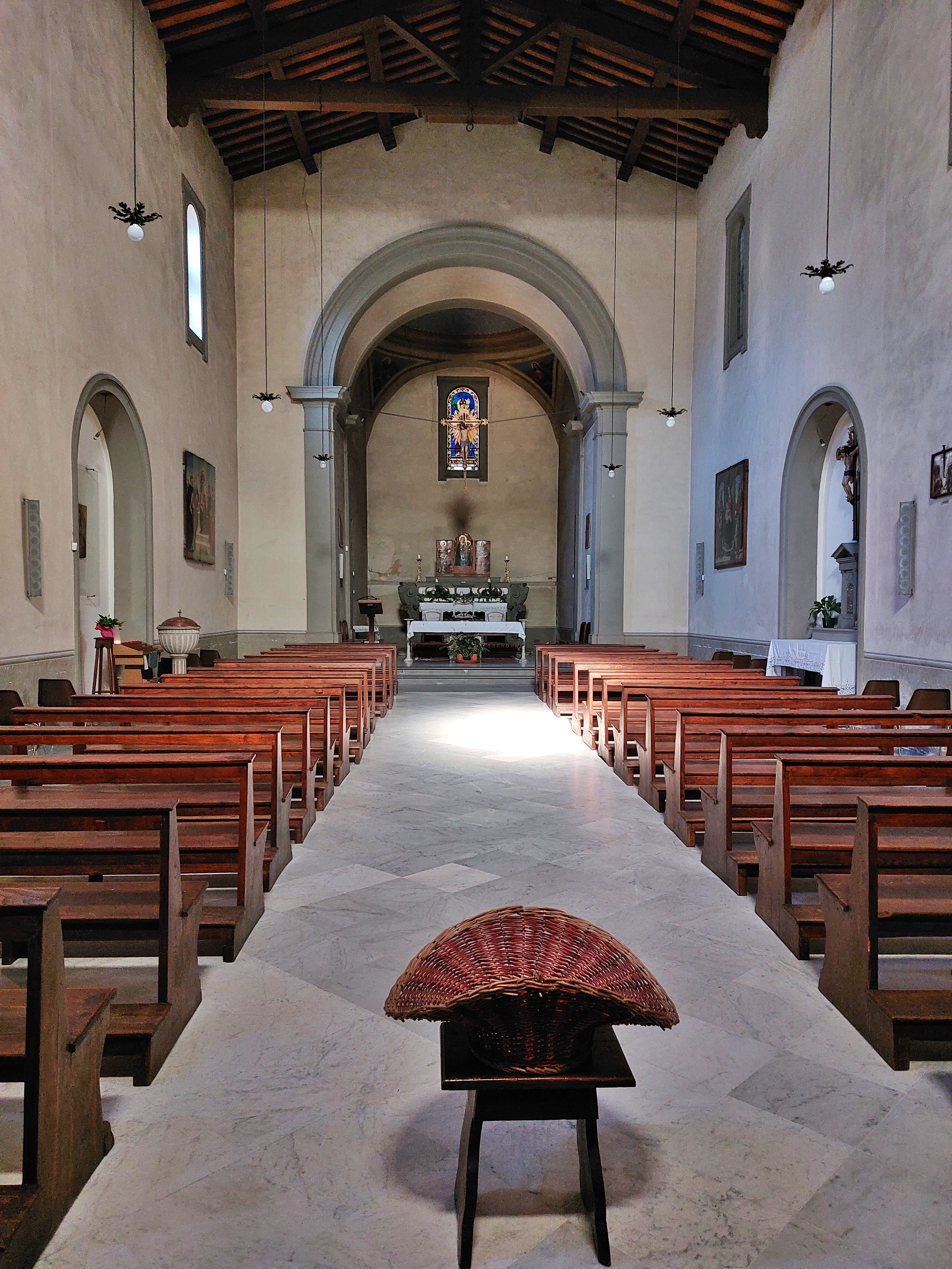
Chiesa di Sant'Alessandro interno